# Friedlos
Friedlos ist der nach Einwohnern größte Ortsteil der Gemeinde Ludwigsau im osthessischen Landkreis Hersfeld-Rotenburg und Sitz der Gemeindeverwaltung. Friedlos liegt im Fulda-Werra-Bergland an der Fulda. Im Westen grenzt das Knüllgebirge an; jenseits der Fulda liegt der Seulingswald.

## Geschichte
Erstmals erwähnt wurde Friedlos im Jahre 1352. Anlass war ein Streit um eine dortige 'Fischweide' und 'Fischerei'. In der Urkunde wird ausdrücklich erwähnt, dass die Fischereirechte ein vom Hersfelder Abt empfangenes Lehen waren. In den folgenden Jahren sind neben den Hersfelder Lehnsrechten auch Lehnsrechte von denen von Altenburg, denen von Baumbach, denen von Felsberg und denen von Lilienberg nachweisbar. Friedlos war dem Dechneigericht der Abtei Hersfeld unterstellt.
Im Dreißigjährigen Krieg litt Friedlos unter Einquartierungen der Armee Tillys, der das nahe gelegene Hersfelder Stift besetzte. Mit der Auflösung des Hersfelder Stiftes 1606 wurde Friedlos dem Kasseler Landgraf unterstellt, wobei auch die Gerichtsbarkeit auf den Landgrafen überging. Die Friedloser waren frei und sie brauchten keinen Zehnt mehr zu entrichten, unterlagen jedoch zahlreichen anderen Diensten und Steuern.
Der Ort zählte in dieser Zeit (1630) 41 Hausgesessene, d. h. ca. 160 Einwohner. 1750 war nach dem Lager-, Stück- und Steuerbuch der landgrafschaftlichen die Einwohnerzahl auf 226 Leute angestiegen.
Im Siebenjährigen Krieg (1756–1763) war der Ort von Einquartierungen betroffen, als die französische Armee unter Marschall Broglie im benachbarten Hersfeld Quartier bezog.
Bei der landgräflichen Rekrutierung eines Heeres zur Unterstützung der Engländer im Amerikanischen Unabhängigkeitskrieg wurden 1776 auch Friedloser eingezogen. Einige kehrten 1783 in die Heimat zurück.
Aufgrund verbreiteter Armut wanderten in der Mitte des 19. Jahrhunderts einige Friedloser Familien in die Vereinigten Staaten aus.
Zum 31. Dezember 1971 wurde die bis dahin selbständige Gemeinde Friedlos im Zuge der Gebietsreform in Hessen mit dem am 1. April 1969 aufgenommenen Ort Reilos auf freiwilliger Basis in die neue Gemeinde Ludwigsau eingegliedert. Für alle ehemals eigenständigen Gemeinden von Ludwigsau wurde je ein Ortsbezirk mit Ortsbeirat und Ortsvorsteher nach der Hessischen Gemeindeordnung gebildet.

## Bevölkerung
Einwohnerstruktur 2011
Nach den Erhebungen des Zensus 2011 lebten am Stichtag dem 9. Mai 2011 in Friedlos 1449 Einwohner. Darunter waren 27 (1,7 %) Ausländer. Nach dem Lebensalter waren 243 Einwohner unter 18 Jahren, 568 zwischen 18 und 49, 318 zwischen 50 und 93 und 330 Einwohner waren älter. Die Einwohner lebten in 648 Haushalten. Davon waren 183 Singlehaushalte, 171 Paare ohne Kinder und 219 Paare mit Kindern, sowie 66 Alleinerziehende und 6 Wohngemeinschaften. In 117 Haushalten lebten ausschließlich Senioren und in 411 Haushaltungen lebten keine Senioren.
Einwohnerentwicklung
| Friedlos: Einwohnerzahlen von 1834 bis 2011 | Friedlos: Einwohnerzahlen von 1834 bis 2011 | Friedlos: Einwohnerzahlen von 1834 bis 2011 | Friedlos: Einwohnerzahlen von 1834 bis 2011 | Friedlos: Einwohnerzahlen von 1834 bis 2011 |
| --- | ------------------------------------------- | ------------------------------------------- | ------------------------------------------- | ------------------------------------------- |
| Jahr |                                             |                                             |                                             | Einwohner                                   |
| 1834 | 1834                                        |                                             | 537                                         | 537                                         |
| 1840 | 1840                                        |                                             | 536                                         | 536                                         |
| 1846 | 1846                                        |                                             | 612                                         | 612                                         |
| 1852 | 1852                                        |                                             | 596                                         | 596                                         |
| 1858 | 1858                                        |                                             | 571                                         | 571                                         |
| 1864 | 1864                                        |                                             | 600                                         | 600                                         |
| 1871 | 1871                                        |                                             | 614                                         | 614                                         |
| 1875 | 1875                                        |                                             | 581                                         | 581                                         |
| 1885 | 1885                                        |                                             | 541                                         | 541                                         |
| 1895 | 1895                                        |                                             | 535                                         | 535                                         |
| 1905 | 1905                                        |                                             | 659                                         | 659                                         |
| 1910 | 1910                                        |                                             | 736                                         | 736                                         |
| 1925 | 1925                                        |                                             | 700                                         | 700                                         |
| 1939 | 1939                                        |                                             | 836                                         | 836                                         |
| 1946 | 1946                                        |                                             | 1.190                                       | 1.190                                       |
| 1950 | 1950                                        |                                             | 1.232                                       | 1.232                                       |
| 1956 | 1956                                        |                                             | 1.143                                       | 1.143                                       |
| 1961 | 1961                                        |                                             | 1.125                                       | 1.125                                       |
| 1967 | 1967                                        |                                             | 1.216                                       | 1.216                                       |
| 1970 | 1970                                        |                                             | 1.838                                       | 1.838                                       |
| 1980 | 1980                                        |                                             | ?                                           | ?                                           |
| 1990 | 1990                                        |                                             | ?                                           | ?                                           |
| 2000 | 2000                                        |                                             | ?                                           | ?                                           |
| 2011 | 2011                                        |                                             | 1.449                                       | 1.449                                       |
| Datenquelle: Historisches Gemeindeverzeichnis für Hessen: Die Bevölkerung der Gemeinden 1834 bis 1967. Wiesbaden: Hessisches Statistisches Landesamt, 1968. Weitere Quellen: LAGIS; Zensus 2011 |                                             |                                             |                                             |                                             |

Historische Religionszugehörigkeit
| • 1885: | 541 evangelische (= 100 %) Einwohner                                |
| • 1961: | 941 evangelische (= 83,61 %), 133 katholische (= 11,82 %) Einwohner |

## Politik
Für Friedlos besteht ein Ortsbezirk (Gebiete der ehemaligen Gemeinde Friedlos) mit Ortsbeirat und Ortsvorsteher nach der Hessischen Gemeindeordnung.
Der Ortsbeirat besteht aus sieben Mitgliedern. Seit den Kommunalwahlen in Hessen 2021 ist der Ortsvorsteher Gerhard Kehres.

## Wirtschaft und Infrastruktur

### Verkehr
Im Ort treffen sich die Landesstraße 3254 und die Bundesstraße 27.
Den Busverkehr stellt die ÜWAG Bus GmbH sicher.
Friedlos hat einen Haltepunkt an der Bahnstrecke Bebra–Fulda. Er wird von Cantus im Rahmen des Nordhessischen Verkehrsverbundes bedient.
| Linie | Verlauf | Takt   |
| ----- | --- | ------ |
| RB5   | Kassel Hbf – Kassel-Wilhelmshöhe – Guxhagen – Melsungen – Malsfeld – Malsfeld-Beiseförth – Altmorschen – Heinebach – Rotenburg an der Fulda – Lispenhausen – Bebra – Ludwigsau-Friedlos – Bad Hersfeld – Haunetal-Neukirchen – Burghaun – Hünfeld – Fulda Stand: Fahrplanwechsel Dezember 2021 | 60 min |

### Schulen und Kindergärten
In Friedlos befinden sich die Grundschule „Fuldatal“ und ein mehrgruppiger Kindergarten.

### Ärzte und Apotheken
Im Ort gibt es mehrere Ärzte sowie einen Zahnarzt und eine Apotheke.

### Kneipen und Kultur
Benachbart zum Rathaus der Großgemeinde steht das Dorfgemeinschaftshaus. In ihm befindet sich eine Gaststätte. Des Weiteren bestehen an der Bundesstraße 27 eine weitere Gaststätte sowie ein Café.

## Sehenswertes
Die evangelische Kirche ist ein 1911 errichteter neogotischer Neubau anstelle eines Vorgängerbaues. Zu der überwiegend bauzeitlichen Ausstattung gehören die künstlerischen Verglasungen in drei Fenstern aus der Glasmalerei-Werkstatt Wilhelm Franke.
Die am 1. August 1990 eingeweihte deutsch-amerikanische Fliegergedenkstätte Airmen’s Memorial, die an den Luftkampf vom 27. September 1944 im Zuge der Kassel Mission erinnern soll.

## Persönlichkeiten
- Heiner Hofsommer (1945–2018), Politiker (CDU, BfB); geboren in Friedlos
- Heinrich Sauerwein (1903–1969), Politiker, (SPD); geboren in Friedlos
- Berthold Wittich (1933–2025), Politiker (SPD); wohnte in Friedlos